# Modelo de búsqueda y emparejamiento con destrucción endógena de puestos de trabajo
La teoría de búsqueda y emparejamiento fue desarrollada por Dale T. Mortensen, Christopher A. Pissarides y Peter A. Diamond. En el libro de Christopher A. Pissarides, Equilibrium Unemployment Theory, se utiliza este marco metodológico para desarrollar una teoría macroeconómica sobre el funcionamiento del mercado laboral.
El modelo básico (con destruccón de puestos de trabajo exógena) supone que la destrucción de empleos se debe a que existen shocks exógenos de productividad o cambios en los precios relativos del bien producido por el puesto de trabajo. Dichos shocks siguen un proceso de Poisson a tasa {\displaystyle \lambda }. 
Una extensión del modelo básico endogeiniza la decisión de destrucción de puestos de trabajo, con el objetivo de dar cuenta de la evidencia empírica sobre la naturaleza de la destrucción de empleo en las firmas.
Tanto en su versión básica como al endogeneizar la destrucción de puestos de trabajo, el modelo de búsqueda y emparejamiento permite analizar los efectos de diversos instrumentos de política. Serán presentadas las siguientes políticas: 
1. Impuestos a los salarios
2. Subsidios al empleo
3. Impuestos al despido
4. Subsidios a la contratación
5. Ingreso de desempleo

## Modelo
Las empresas se enfrentan a shocks de productividad {\displaystyle x} Є [0,1], y van a elegir una productividad de reserva por debajo de la cual destruyen empleo. Los nuevos puestos de trabajo se crean a la máxima productividad {\displaystyle px=p}.  
La productividad idiosincrática está dada por {\displaystyle J(x)}, que se extrae de una distribución {\displaystyle G(x)}. Si {\displaystyle J(x)<0} las firmas destruyen empleo. 
La productividad de reserva es {\displaystyle R}, tal que {\displaystyle J(R)=0}. Si {\displaystyle x<R} las empresas destruyen empleo.  
- Curva de Beveridge:

El flujo hacia el desempleo está dado por la proporción de puestos de trabajo que reciben un shock por debajo del valor de reserva. En un mercado grande, esto viene dado por el producto de la fracción de empresas que se ven afectadas por el shock,  {\displaystyle \lambda }, y la probabilidad de que el shock esté por debajo del valor de reserva {\displaystyle G(R)}:
La destrucción de puestos de trabajo será:
{\displaystyle \lambda G\left(R\right)\left(1+u\right)}
A su vez, el flujo desde el desempleo al empleo es igual a la creación de puestos de trabajo, definida por {\displaystyle \theta q\left(\theta \right)u}. Por lo tanto, la variación de la tasa de desempleo está dada por: {\displaystyle {\dot {u}}=\lambda G(R)(1-u)-\theta q(\theta )u}
Asumiendo que en  estado estacionario {\displaystyle {\dot {u}}=0} y despejando {\displaystyle u} se obtiene la evolución del desempleo:
{\displaystyle u={\frac {\lambda G\left(R\right)}{\lambda G\left(R\right)+\theta q\left(\theta \right)}}}
Esta es la expresión de la Curva de Beveridge, que relaciona la tasa de desempleo y la tasa de vacantes. Depende de la productividad de reserva {\displaystyle R} y de la estrechez de mercado {\displaystyle \theta }. Por tanto, las variables que afectan la creación de empleo, afectan también la Curva de Beveridge.
- Equilibrio de estado estacionario:

- El valor del puesto de trabajo depende de la productividad {\displaystyle R\leqslant x\leqslant 1} y satisface:
{\displaystyle rJ(x)=px-w(x)+\lambda \int \limits _{R}^{1}J(s)dG(s)-\lambda J(x)}
donde {\displaystyle r} es la tasa de interés. 
Cuando arriba un shock idiosincrático, hace que el valor del puesto {\displaystyle J(x)} pase a ser {\displaystyle J(s)} si {\displaystyle R\leqslant s\leqslant 1} .  
- El valor de estar trabajando a la productividad {\displaystyle x} para un trabajador satisface:
{\displaystyle rW(x)=w(x)+\lambda \int \limits _{R}^{1}W(s)dG(s)+\lambda (G(R)U-W(x))}
Cuando arriba un shock idiosincrátioco el trabajador permanece empleado si {\displaystyle R\leqslant s\leqslant 1}. Si {\displaystyle x<R} el puesto de trabajo se destruye y el trabajador pasa a estar desempleado obteniendo {\displaystyle W(R)=U}
- Se asume que los salarios se determinan a través del proceso de negociación de reparto de las rentas monopólicas generadas por el matching, alla Nash. 
{\displaystyle W(x)-U=\beta [J(x)+W(x)-v-U]} {\displaystyle \forall R\leq x\leq 1}
donde {\displaystyle \beta } es el poder de negociación de los trabajadores y {\displaystyle v} la tasa de vacantes. 
Los salarios se renegocian cada vez que un shock arriba a la economía.  
- El valor del activo puestos vacantes es: 
{\displaystyle rV=-pc+q(\theta )[J(1)-V]}
donde {\displaystyle c} es el costo de contratar y {\displaystyle q(\theta )} la tasa a la cual se completan las vacantes. 
En equilibrio se explotan todas las oportunidades de beneficios de los nuevos puestos de trabajo,lo que hace que las rentas de los puestos de trabajo vacantes se reduzcan a 0. Es decir, el valor de un puesto de trabajo vacante es 0 ya que no se pueden extraer rentas de ese activo. Por lo tanto, la condición de equilibrio para la oferta de puestos de trabajo vacantes es {\displaystyle V=0}, lo que implica que: {\displaystyle J(1)={\frac {pc}{q(\theta )}}}
- El valor del desempleo satisface: 
{\displaystyle rU=z+{\frac {\beta }{1-\beta }}pc\theta }
donde {\displaystyle z} es el ingreso por seguro de desempleo (puede incluir otros ingresos que se distingan por el hecho de que se dejan de percibir cuando el trabajador obtiene un empleo)  
- Curva de salarios:

A partir de las ecuaciones anteriores se obtiene la ecuación del salario: 
{\displaystyle w\left(x\right)=\left(1-\beta \right)z+\beta p\left(x+c\theta \right)}
El salario depende de la productividad del trabajador y del ingreso en condición de desempleo, pero no de la productividad de los demás trabajadores. El mercado influye en el salario por la vía de la estrechez del mercado. Esto es así porque {\displaystyle \theta } influye sobre el poder de negociación de empresarios y trabajadores.
- Caracterización del equilibrio:

{\displaystyle (u,R,w,\theta )} son las cuatro variables que determinan el equilibrio. Las cuatro ecuaciones que lo determinan son: 
1. {\displaystyle u={\frac {\lambda G(R)}{\lambda G(R)+\theta q(\theta )}}}
2. {\displaystyle J(R)=0}
3. {\displaystyle J(1)={\frac {pc}{q(\theta )}}}
4. {\displaystyle w\left(x\right)=\left(1-\beta \right)z+\beta p\left(x+c\theta \right)}

Sustituyendo la ecuación de salarios (4) en el valor del puesto de trabajo, teniendo en cuenta {\displaystyle x=R} (productiviada de reserva) y {\displaystyle J(R)=0}  y operando, se obtienen las expresiones de creación y destrucción del empleo.  
- Curva de creación de empleo  (cuando {\displaystyle x=1} y {\displaystyle V=0}):{\displaystyle \theta }

{\displaystyle \left(1-\beta \right){\frac {1-R}{r+\lambda }}={\frac {c}{q\left(\theta \right)}}}
La ecuación implica que la ganancia esperada para la firma de un nuevo puesto de trabajo se debe igualar al costo esperado que tiene que pagar por una nueva contratación. Es una función decreciente en el espacio {\displaystyle (\theta ,R)}: A mayor {\displaystyle R}, menor es la duración del empleo (porque en cualquier intervalo corto de tiempo {\displaystyle \delta t} el trabajo se destruye con probabilidad {\displaystyle \lambda G(R)\delta t}), las firmas crean menos puestos y el mercado es menos estrecho (menor {\displaystyle \theta }).  
- Curva de destrucción de empleo (cuando {\displaystyle x=R} y {\displaystyle V=0}):

{\displaystyle R-{\frac {z}{p}}-{\frac {\beta c}{1-\beta }}\theta +{\frac {\lambda }{r+\lambda }}\int \limits _{R}^{1}(s-R)dG(s)=0}
Es una función creciente en el espacio {\displaystyle (\theta ,R)}: A mayor {\displaystyle \theta }, otras ofertas laborales son mejores, así como también los salarios, y por lo tanto, se destruyen más puestos marginales. 
- Propiedades del equilibrio de desempleo

Las propiedades del equilibrio se obtienen de la solución simultánea de las ecuaciones del modelo: la curva de Beveridge, la curva de creación de empleo y la curva de destrucción de empleo.  
- La curva de Beveridge tiene pendiente negativa en el espacio {\displaystyle (v,u)}. Sin embargo, hay dos fuerzas opuestas:  
1. a mayor {\displaystyle \theta }, mayor emparejamiento
2. a mayor {\displaystyle \theta }, mayor destrucción.

Predomina el primer efecto.  
- El desempleo no afecta en equilibrio, ya que la destrucción es independeinte de él ({\displaystyle \lambda G(R)}) y en equilibrio la creación es igual a la destrucción.    

## Instrumentos de política
En primer lugar, se introduce la posibilidad de aplicar impuestos a los salarios, asumiendo que el salario neto es de la forma:
{\displaystyle (1-t)(w_{j}+\tau )}. 
Donde  {\displaystyle \tau } representa un subsidio fiscal que es gravado a una tasa proporcional {\displaystyle t}, al igual que el salario bruto. Los subsidios pueden ser progresivos ( {\displaystyle \tau >0} ), proporcionales  ( {\displaystyle \tau =0}) o regresivos  ( {\displaystyle \tau <0}). 

La transferencia neta del trabajador es tal que:  
{\displaystyle T(w_{j})=tw_{j}-(1-t)\tau } , siendo de interés aquellos casos en los que haya algún pago neto de impuestos, cumpliendo: {\displaystyle T(w)\geq 0}

En segundo lugar, se paga a las firmas un subsidio al empleo a través de la duración del puesto de trabajo, a una tasa {\displaystyle a} por puesto de trabajo, considerando {\displaystyle a>0}. 

En tercer lugar y cuarto lugar, las empresas reciben un subsidio a la contratación cuando una trabajadora es contratada y deben pagar un impuesto al despido cuando es separada de su puesto laboral.  
A diferencia del subsidio al empleo, en este caso el subsidio o el impuesto dependen de las habilidades de quien trabaja. 
- Si la firma contrata a una trabajadora cuya productividad inicial es p, recibe un subsidio pH al momento de la contratación.
- Si la firma despide a una trabajadora cuya productividad inicial es p, paga un impuesto pT cuando sucede la separación.

En quinto lugar, las trabajadoras desempleadas reciben la compensación {\displaystyle b}, de la forma: {\displaystyle b=\rho (1-t)(p+\tau ).}

### Adecuación de ecuaciones fundamentales
- Curva de salarios

En la medida que la productividad idiosincrática inicial es {\displaystyle x=1}, el salario con destrucción endógena inicial es tal que: 
{\displaystyle w_{0}=\left(1-\beta \right)\left[{\frac {z}{1-t}}-\left(1-\rho \right)\tau +\rho p\right]+\beta \left[1+c\theta -\lambda F+\left(r+\lambda \right)H\right]p+\beta a}

Mientras que el salario de los períodos siguientes incluye la productividad {\displaystyle x}: 
{\displaystyle w\left(x\right)=\left(1-\beta \right)\left[{\frac {z}{1-t}}-\left(1-\rho \right)\tau +\rho p\right]+\beta \left[x+c\theta +rF\right]p+\beta a}
- Curva de destrucción de puestos de trabajo:

-El valor del puesto de trabajo con introducción de políticas toma la forma:
{\displaystyle rJ(x)=px+a-w(x)+\lambda \int \limits _{R}^{1}J(s)dG(s)-\lambda G(R)pF-\lambda J(x)}

-El retorno esperado de los puestos vacantes satisface que:  
{\displaystyle rV=-pc+q(\theta )\left(J^{0}+pH-V\right)}, 
donde {\displaystyle J0} es el valor de {\displaystyle J(x)} evaluado en la productividad máxima {\displaystyle x=1}, con el salario inicial, a diferencia de {\displaystyle J(1)} que considera el salario de los períodos siguientes. 
Cuando un puesto de trabajo se destruye, la firma renuncia a {\displaystyle J(x)} y paga un impuesto {\displaystyle pF}. 

Entonces, un empleo con productividad idiosincrática {\displaystyle x} puede ser destruido si {\displaystyle J(x)<-pF}, dando lugar a la ecuación de la productividad de reserva:
{\displaystyle J(R)+pF=0}

A partir de sustituir el valor del puesto de trabajo en la ecuación de la productividad de reserva y realizar otras operaciones, se obtiene que:
{\displaystyle J\left(x\right)=\left(1-\beta \right){\frac {p\left(x-R\right)}{r+\lambda }}-pF}

A partir del cual se arriba a la siguiente regla de destrucción de puestos de trabajo. 
{\displaystyle R+{\frac {a+\left(1-\rho \right)\tau }{p}}-\rho +rF-{\frac {z}{p\left(1-t\right)}}-{\frac {\beta c}{1-\beta }}\theta +{\frac {\lambda }{r+\lambda }}\int _{R}^{1}\left(s-R\right)dG(s)=0}
- El subsidio al empleo y el impuesto sobre el salario reducen la productividad de reserva para una estrechez de mercado {\displaystyle \theta } dada, incrementando los retornos del empleo.  
- El impuesto a la contratación reduce la productividad de reserva, en la medida que es menos redituable destruir puestos de trabajo. 

- El impuesto proporcional al salario {\displaystyle t} incrementa la productividad de reserva, dado que el ocio no está gravado y la tasa de reemplazo también la incrementa, tras reducir el costo del desempleo.    
- Curva de creación de puestos de trabajo ({\displaystyle x=1} y {\displaystyle V=0})

Considerando el valor esperado del puesto vacante con {\displaystyle V=0}, dado que en equilibrio se explotan todas las oportunidades de beneficios de los nuevos puestos y no es posible extraer rentas de dicho activo, se arriba a la condición: 
{\displaystyle J^{0}={\frac {pc}{q\left(\theta \right)}}-pH}

A partir de la cual se obtiene la condición de creación de puestos de trabajo: 
{\displaystyle \left(1-\beta \right)\left({\frac {1-R}{r+\lambda }}-F+H\right)={\frac {c}{q\left(\theta \right)}}}

- Esta condición muestra una relación negativa entre la productividad de reserva y la estrechez del mercado, en la medida que a mayor productividad de reserva los puestos tienen un menor ciclo de vida esperado, y por ello, menos puestos son creados.  

- El subsidio neto a la contratación y al despido {\displaystyle H-F} incrementa theta, siendo interesante  {\displaystyle H-F}  porque cada vez que se abre un puesto se corre el riesgo de querer cerrarlo.  
- La curva de Beveridge

La curva que presenta la relación entre la tasa de desempleo y la tasa de vacantes se mantiene incambiada en el espacio {\displaystyle (u,v)}
{\displaystyle u={\frac {\lambda G(R)}{\lambda G(R)+\theta q(\theta )}}}

### Rol de la política con destrucción endógena
A continuación, se consideran los principales resultados respecto al modelo sin aplicación de políticas, tomando el espacio {\displaystyle (\theta ,R)} y {\displaystyle (u,v)}:  
- El subsidio al empleo {\displaystyle a} y el subsidio salarial {\displaystyle \tau }: 
  - {\displaystyle (\theta ,R)}:  Desplaza la curva de destrucción a la derecha: reduce la destrucción e incremente la creación a un nivel de desempleo dado.
  - {\displaystyle (u,v)}: Desplaza la curva de Beveridge hacia el origen y la pendiente de la creación es más empinada: menores niveles de desempleo.

- Los impuestos {\displaystyle t} y la compensación por desempleo:
  - {\displaystyle (\theta ,R)}: Desplazan la curva de destrucción a la izquierda: aumenta la destrucción y reduce la creación.
  - {\displaystyle (u,v)}: Desplaza la curva de Beveridge hacia arriba a la derecha y la creación reduce su pendiente: mayores niveles de desempleo.

- Los subsidios a contratar {\displaystyle H}:
  - {\displaystyle (\theta ,R)}: Corren la curva de creación a la derecha: aumenta tanto la creación como la destrucción de empleo.
  - {\displaystyle (u,v)}: Desplaza la curva de Beveridge hacia el origen y la creación es más empinada: mayor cantidad de vacantes.

- Los impuestos al despido {\displaystyle F}:
  - {\displaystyle (\theta ,R)}: Trasladan la curva de creación a la izquierda y la de destrucción a la derecha: la destrucción y la creación se reducen.
  - {\displaystyle (u,v)}: Desplazan la curva de Beveridge hacia el origen y la curva de creación tiene menor pendiente: menos vacantes ofrecidas.